# Taino
Taino sunt considerați ca fiind o etnie amerindiană făcând parte din grupul Arawak, care ocupa Antilele Mari la sosirea europenilor, la sfârșitul secolului al XV-lea. În ciuda quasi dispariției etniei taino încă din secolul al XVI-lea, mulți antilezi, îndeosebi cubanezi, haitieni, portoricani și dominicani continuă să se considere și în prezent ca făcând parte din grupul etnic al taino.

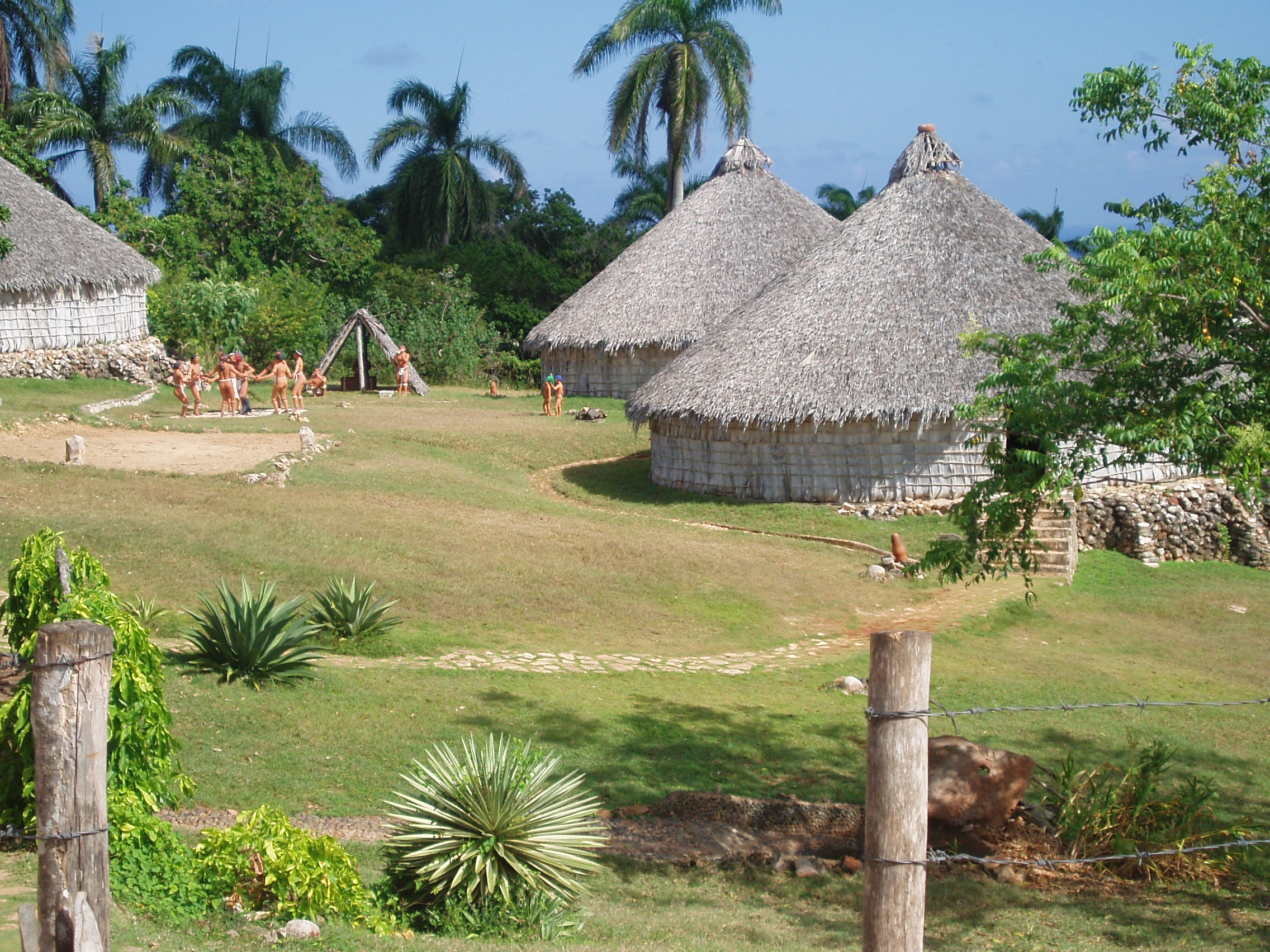
Reconstituirea unui sat taino, în Cuba

## Origine
Originea amerindienilor taino este confuză și controversată, dacă ne referim la studiul obiceiurilor și tradițiilor lor. Limba lor este de origine arawak, dar dacă analizăm simbolica și mitologia lor, ne dăm seama, cu surprindere, că aceasta este legată de civilizația maya din Yucatán, din Guatemala și de alte regiuni adiacente. Rudolf Schuller semnalează numeroase paralele cu tradițiile mayașe. Înrudirea trăsăturilor mitologiei taino cu cea a mayașilor include ideea fundamentală a dualității demiurgilor: Yocahú, tatăl și Guabancex, mama șarpe, a căror acuplare prezidează ciclul solar.

## Economie
Activitatea economică principală a etniei Taino a fost agricultura, realizată pe parcele de teren numite conucos, folosind sisteme de irigații.
Produceau manioc, cartofi, porumb, ananas, ardei, bumbac, arahide și tutun.

## Genocid
Numeroși istorici consideră că etnia taino a dispărut ca urmare a genocidului comis de europeni în cursul cuceririi regiunii sau ca urmare a bolilor introduse de coloni, la care populația taino nu era imună.
Când primii navigatori europeni au sosit în insule, etnia taino era învinsă de o etnie rivală, caraibii. Societatea taino s-a divizat în circa cinci regate controlate de câte o căpetenie tribală cunoscută sub denumirea de cacique, cărora le plătea tributuri. Bartolomé de las Casas, în cartea sa Historia General de las Indias, povestește că în 1508 mai rămăseseră vreo 60.000 de taino pe insula Hispaniola. În anul 1531, muncile istovitoare din minele de aur, sinuciderile și bolile au redus numărul lor la circa 600, adică o diminuare de 80 - 90%. 